# 십이각별

십이각성(十二角星)은 다각성의 일종으로 12개의 선분이 교차하는 도형이다.

## 같이 보기
- 별모양화
- 다각별